# Rezerwat przyrody Kamień nad Rzepedzią
Rezerwat przyrody Kamień nad Rzepedzią – rezerwat przyrody nieożywionej położony na terenie powiatu sanockiego, w gminie Komańcza. Znajduje się na gruntach Skarbu Państwa w zarządzie Nadleśnictwa Lesko, obręb Zagórz.
Rezerwat zlokalizowany jest w masywie Kamienia (717 m n.p.m.), około 3 km na zachód od zabudowań miejscowości Rzepedź. Obszar chroniony utworzony został w 2012 r. w celu zachowania i ochrony grupy skał piaskowca eoceńskiego wraz z otaczającym je drzewostanem. Zajmuje powierzchnię 90,83 ha (akt powołujący podawał 91,83 ha).
Rezerwat położony jest w granicach obszaru ptasiego Natura 2000 „Beskid Niski” oraz Obszaru Chronionego Krajobrazu Beskidu Niskiego.
Teren rezerwatu nie został bezpośrednio udostępniony do zwiedzania, jednak jego południowo-zachodnią granicą biegnie Główny Szlak Beskidzki.